# Joachim Hirsch
Joachim Hirsch (* 22. April 1938 in Schwenningen am Neckar) ist ein deutscher Politikwissenschaftler und emeritierter Professor für Politikwissenschaft an der Johann Wolfgang Goethe-Universität Frankfurt am Main.

## Leben
Von 1957 bis 1961 studierte Hirsch die Fächer Wirtschaftswissenschaft, Politikwissenschaft und Soziologie an der Johann-Wolfgang-Goethe-Universität in Frankfurt am Main. 1965 wurde er in Politikwissenschaft mit einer Arbeit über Die Öffentlichen Funktionen der Gewerkschaften promoviert. Von 1970 bis 1972 war er Lehrstuhlvertreter für Politische Wissenschaft an den Universitäten Konstanz und Göttingen. Von 1972 bis 2003 war er Professor für Politikwissenschaft an der Universität Frankfurt am Main. Hirsch ist Vorstandsmitglied von medico international und der Stiftung medico international sowie Mitglied der Redaktion von links-netz.de.
Hirsch beschäftigte sich intensiv mit der Hegemonietheorie Antonio Gramscis, mit Nicos Poulantzas’ Staatstheorie sowie mit der französischen Regulationstheorie. In den 1970ern war Hirsch maßgeblich an der Debatte über die Staatsableitung beteiligt, die die Grenzen gesellschaftlicher Veränderungen durch staatliche Reformpolitik auslotete. Hirsch kritisierte die seines Erachtens in der Sozialdemokratie ebenso wie im Leninismus wurzelnde Vorstellung, „dass mittels staatlicher Reformpolitik eine emanzipatorische Veränderung der Gesellschaft herbeigeführt werden könne.“ Kritisch betrachtete er auch den Erfolg der Grünen, die „eine neue Konjunktur der reformistischen Staatsillusion“ brachte und die materialistische Staatskritik ins Abseits stellte.

## Internationalisierung des Staates
In der Debatte um die Rolle des Staates in der Globalisierung vertritt Hirsch die Position, dass es nicht zu einem Bedeutungsverlust des nationalen Staates komme. Dieser verändere sich jedoch in seiner Struktur: Einige Teile des Staates (wie das Finanzministerium) geraten gegenüber anderen (Ministerium für Soziales) in einen Vorteil. Dies hat wiederum Auswirkungen auf das Verhältnis von Staat und Gesellschaft zulasten der Interessen der Ausgebeuteten und Unterdrückten. Dabei sind die Regierungen nicht als Opfer der ökonomischen Globalisierung zu verstehen. Sie haben diesen Prozess mit ihrer Politik der Deregulierung vorangetrieben, allerdings ohne seine Folgen vollständig kontrollieren zu können (Interiorisierung).

## Veröffentlichungen (Auswahl)
Monographien
- Die öffentlichen Funktionen der Gewerkschaften. Klett, Stuttgart 1966.
- Wissenschaftlich-technischer Fortschritt und politisches System. Suhrkamp, Frankfurt/Main 1970 (auszugsweise wiederabgedruckt in: Claus v. Beyme (Hrsg.): German Political Studies, Sage-Publications, London 1975).
- Der Sicherheitsstaat. Das „Modell Deutschland“, seine Krise und die neuen sozialen Bewegungen. Europäische Verlagsanstalt, Frankfurt/Main 1980, ISBN 3-87975-374-1 (2. Auflage 1986, ISBN 3-434-46087-X. finnisch: Turvavaltio, Tampere (Vasta Paino) 1983.).
- Das neue Gesicht des Kapitalismus. Vom Fordismus zum Post-Fordismus. Mit Roland Roth. VSA, Hamburg 1986, ISBN 3-87975-374-1 (überarbeiteter Neudruck 1990).
- Kapitalismus ohne Alternative? Materialistische Gesellschaftstheorie und Möglichkeiten einer sozialistischen Politik heute. VSA, Hamburg 1990, ISBN 3-87975-519-1 (Übersetzungen ins Japanische und Koreanische, 1996).
- Die Zukunft des Staates. Denationalisierung, Internationalisierung, Renationalisierung. Mit Bob Jessop, mit einem Beitrag von Nicos Poulantzas. VSA, Hamburg 2001, ISBN 3-87975-828-X.
- Herrschaft, Hegemonie und politische Alternativen. VSA, Hamburg 2002, ISBN 3-87975-858-1 (völlig überarbeitete Fassung von Der nationale Wettbewerbsstaat (1995/96)).
- Materialistische Staatstheorie. Transformationsprozesse des kapitalistischen Staatensystems. VSA, Hamburg 2005, ISBN 3-89965-144-8 (Übersetzungen ins Japanische und Spanische in Vorbereitung). (Frei zugängliche PDF-Datei)
- La Política del Capital. UAM-X, México 2007, ISBN 978-970-31-0875-6 (spanisch).
- Der Staat der Bürgerlichen Gesellschaft. Zum Staatsverständnis von Karl Marx. Mit John Kannankulam, Jens Wissel. Band 18 der Reihe Staatsverständnisse. Nomos, Baden-Baden 2008, ISBN 978-3-8329-3226-8.
- Der nationale Wettbewerbsstaat. Staat, Demokratie und Politik im globalen Kapitalismus. 2. Auflage. Edition ID-Archiv, Amsterdam/Berlin 1995, ISBN 3-89408-049-3 (Übersetzungen ins Japanische bei Minerva, Kyoto 1998 und ins Spanische bei Universidad Autonoma Metropolitana, Mexico. D.F. 2002).

Sonstige Beiträge
- Suchprozesse emanzipativer Politik. Resonanzen des Zapatismus in Westeuropa. In: Das Argument. Band 45, Nr. 253, 2003, ISSN 0004-1157, S. 832–844 (Gekürzte Fassung in: Lateinamerika-Nachrichten, Jg. 31, Nr. 355, 20–31. Englische Übersetzung: In Search of Emancipatory Politics: The Resonances of Zapatism in Western Europe, in: Antipode, Vol. 36, No. 3, 2004, S. 371–382. Spanische Übersetzung in: Herramiento (Buenos Aires).).
- Was bedeutet Imperialismus heute? In: Das Argument. Band 46, Nr. 257, 2004, ISSN 0004-1157, S. 669–689.
- Des Staates neue Kleider. Nichtregierungsorganisationen im Prozess der Internationalisierung des Staates. In: Ulrich Brand, Alex Demirović, Christoph Görg, Joachim Hirsch (Hrsg.): Nichtregierungsorganisationen in der Transformation des Staates. Münster 2003, ISBN 978-3-89691-493-4, S. 13–42 (Englische Übersetzung in: Rethinking Marxism, Vol. 15, No. 2, 2003 237–262. Spanische Übersetzung in Politica y Cultura (UAM/Mexico), No. 20, 2003, 7–25).
- Globalisation, Class and the Question of Democracy. In: Leo Panitch, Colin Leys (Hrsg.): Socialist Register. Merlin Press, Rendlesham 1998, ISBN 978-3-89691-493-4, S. 278–293.
- Is International Democracy Possible? (mit Christoph Görg). In: Review of International Political Economy. Vol. 5, Nr. 4, 1998, ISSN 0969-2290, S. 832–844.
- Globalizacao e mundanca social: o conceito da teoria materialista do Estado e o Teoria da Regulacao. In: Enéas Costa de Souza (Hrsg.): Ensaios FEE. Ano 19, 1 (Mundialização, Estado e Políticas Públicas), 1998, ISSN 1980-2668, S. 9–31.
- Nation-state, international regulation and the question of democracy. In: Review of International Political Economy. Vol 2, Nr. 2, 1995, ISSN 0969-2290, S. 267–284.
- Globalisierung und Internationalisierung des Staates - eine Herausforderung für die materialistische Staatstheorie. In: Christine Kirchhoff, Hanno Pahl, Christoph Engemann, Judith Heckel und Lars Meyer (Hrsg.): Gesellschaft als Verkehrung. Perspektiven einer neuen Marx-Lektüre. ça ira, Freiburg i.Br. 2004, ISBN 3-924627-26-6, S. 291–315.